# Death Metal
Death Metal ist ein Subgenre des Metal, das zum Spektrum des Extreme Metal gehört. Kennzeichnend sind aggressiv gespielte Riffs, die auf häufig tiefer gestimmten E-Gitarren und E-Bässen gespielt werden, sowie Gitarrensoli. Am Schlagzeug dominieren schnelle Rhythmusfiguren in Kombination mit einem häufigen Einsatz von Doublebass- und Blastbeat-Techniken. Der Gesang ist zumeist guttural, neben den typischen tiefen Growls gibt es auch hohe Screams bis hin zu Pig Squeals. Die Liedtexte vermitteln eine nihilistische Weltanschauung, oft kombiniert mit Resignation. Themen wie Tod, Krankheit, Krieg, Folter, Horror und gesellschaftliche Missstände werden häufig behandelt. Gelegentlich werden auch philosophische Gebiete wie Misanthropie oder Satanismus besungen.

## Geschichte
Der Musikstil entstand Mitte der 1980er Jahre aus dem Thrash Metal. Erst nach einiger Zeit entwickelte sich jedoch das Bewusstsein für eine neue Musikrichtung und Metal-Szene; so lassen sich damals beispielsweise auch bei der Thrash-Metal-Band Destruction Riffs finden, welche ohne weiteres von einer Death-Metal-Band hätten stammen können.

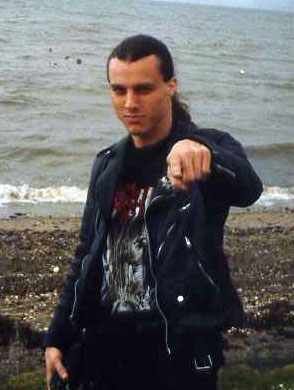
Chuck Schuldiner in Schottland während der InHuman Tour of the World, 1991

Als erste Vorreiter gelten vor allem die Bands Possessed, Slaughter, Hellhammer/Celtic Frost, Master/Death Strike, Necrophagia, Morbid Angel und nicht zuletzt Death, deren Kopf Chuck Schuldiner als „Godfather of Death Metal“ verehrt wird.
Am einflussreichsten waren in den USA Bands aus der Gegend um Tampa, Florida (zum Beispiel Death, Morbid Angel, Obituary, Deicide), dem Umfeld New Yorks und Marylands (Suffocation, Cannibal Corpse, Immolation, Malevolent Creation), sowie zu einem großen Maße auch Autopsy. Zur Bildung des erstgenannten geografischen Schwerpunktes (Florida Death Metal) dürften erheblich die bei Tampa gelegenen Morrisound Studios beigetragen haben, in denen Scott Burns arbeitete. Dieser war lange Zeit einer der führenden Death-Metal-Produzenten.
Mitte der 1980er Jahre entstanden auch in Südamerika lebhafte Metal-Szenen. Insbesondere in Kolumbien und Brasilien entstanden zahlreiche Bands, deren kompromissloser Stil noch starke Einflüsse aus dem Thrash und Black Metal aufwies. Internationale Bekanntheit erreichte die Band Masacre, deren Debüt-Album Requiem auf dem französischen Label Osmose Productions erschien, weitere kolumbianische Bands waren Parabellum und Sacrilegio. In Brasilien wurden über das Plattenlabel Cogumelo Records unter anderem Alben der Bands Vulcano und Sextrash sowie Frühwerke der Bands Sepultura und Sarcófago vertrieben. Sarcófagos zweites Album The Laws of Scourge wurde als eines der ersten Alben des Technical Death Metal beschrieben. 1990 wurden schließlich Krisiun gegründet.
Parallel zum Death Metal entstand der Grindcore, eine der Punk-Bewegung zuzuordnende Musikrichtung. Diese war besonders Mitte/Ende der 1980er in Großbritannien von Bedeutung und brachte richtungsweisende Bands wie Napalm Death, Bolt Thrower, Benediction oder Carcass hervor, die den US-Death-Metal entscheidend prägten und sich auch zunehmend selbst dem Death Metal annäherten.
Als europäischer Gegenpol zum technisch anspruchsvollen, in späteren Jahren geradezu progressiv wirkenden US-Death-Metal entwickelte sich in den späten 1980ern Stockholm (Schweden) zur Hochburg des betont einfachen, geradlinigen Death Metal. Bekannte Vertreter dieser Richtung sind Unleashed, Carnage/Dismember, Nihilist/Entombed und Grave. Eine gewisse musikalische Beeinflussung durch die US-amerikanische Band Autopsy war hier zu erkennen, besonders bei den Nihilist-Demos.
Eine andere Spielart des schwedischen Death Metal etablierte sich Anfang der 1990er Jahre speziell in Göteborg: der Melodic Death Metal, auch bezeichnet als New Wave of Swedish Death Metal (NWoSDM). Als Pionierband lassen sich At the Gates benennen. Eine der bekanntesten und erfolgreichsten Bands dieser Richtung sind In Flames. Im Gegensatz zu deren älteren Werken lassen sich die letzten Alben jedoch nur noch bedingt dem Death Metal zuordnen. Neuere Alben der Band entfernen sich durch vermehrten Elektronikeinsatz und Screaming zunehmend vom klassischen Melodic Death Metal. Weiterhin sollte man noch Dark Tranquillity als eine der erfolgreichsten bestehenden Bands nennen. Oft wird auch die Band Children of Bodom als wichtige Band genannt, deren Stil ist aber nur bedingt dem Melodic Death Metal zuzuordnen. Der Melodic Death Metal zeichnet sich durch betont melodische Passagen aus und verwendet Elemente der NWoBHM, beispielsweise die von zwei Leadgitarren mehrstimmig gespielten Soli. Die typischen Elemente des Melodic Death Metal fanden Jahre später in die Hardcore-Punk-Szene Eingang und erleben dort derzeit unter der Bezeichnung Metalcore eine Renaissance.
In der Mitte der 1990er Jahre setzte bei dieser Musikrichtung allerdings ein Sättigungseffekt in der Szene ein, womit der Erfolg des norwegischen Black Metal begünstigt wurde. Die Öffentlichkeit verlor das Interesse am Death Metal. Nur wenige Bands schafften es, sich in dieser Zeit über Wasser zu halten. Während insbesondere die schwedische und norwegische Black-Metal-Szene den Death Metal als „Trend“ und „Kommerz“ ablehnte, wurden nur wenige Death-Metal-Bands wie Morbid Angel und Deicide aufgrund ihres satanistischen Auftretens auch dem Black Metal zugeordnet und auch dort populär. Gegen Anfang des neuen Jahrtausends spricht man jedoch von einem Wiedererstarken des Death Metal.
Im Death Metal werden Abweichungen vom üblichen Stil häufig nur zögerlich akzeptiert. So meinte der Sänger von Unleashed, Johnny Hedlund, 1993 in einem Interview, dass Bands, welche auch Elemente aus anderen Musikstilen in ihr Schaffen einfließen ließen, sich nach einiger Zeit mit der Ablehnung der Szene auseinandersetzen müssten. Ironischerweise setzte mit dem Wiedererstarken des Death Metal auch eine Stilexplosion ein.
So bezieht der Death Metal mitunter verschiedenste Einflüsse mit ein. In den frühen 1990ern nahmen Death- und Doom-Metal-Bands wie Tiamat, My Dying Bride und Paradise Lost Gothic-Einflüsse in ihre Musik auf und begründeten somit den Gothic Metal. Mitte der 1990er kombinierten Bands wie Entombed, Gorefest oder Crack Up Death Metal mit Reminiszenzen an alte Größen wie Black Sabbath, Motörhead, AC/DC oder gar die frühen Queen; dieser Stil wird auch als Death ’n’ Roll bezeichnet. Fear Factory begannen als Grindcore-/Death-Metal-Band, bauten aber zunehmend Samples in ihre Stücke ein und profitierten somit als eine der wenigen Death-Metal-Bands von der damaligen Industrial-Metal-Welle. Avantgardistische Bands wie Cynic, Pestilence oder Atheist ließen sich von Jazz, Ambient oder lateinamerikanischer Musik inspirieren. Die US-Band Nile zeichnet sich durch eine Synthese aus Grindcore-beeinflusstem Death Metal und ägyptischer (pseudo-)traditioneller Musik aus. Die finnische Formation Waltari hingegen nahm 1995 mit einem 60-köpfigen Orchester und Opernsängern eine Death Metal Symphony in Deep C auf.

### Wortherkunft
Der Begriff Death Metal tauchte erstmals 1984 auf. In diesem Jahr erschien die erste Demokassette Death Metal der Band Possessed mit dem gleichnamigen Titellied, das sich auf die Musik bezieht, die die Band spielt. So heißt es in der letzten Strophe des Liedes: „So scream out in fright Death Metal came in the wind“, was sinngemäß bedeutet: „So schrei es in Angst heraus, Death Metal ist auf den Weg gebracht“. 1985 erschien dann das Debütalbum von Possessed mit dem Lied Death Metal, wodurch die Bezeichnung einem größeren Publikum bekannt wurde.
Ebenfalls im Jahr 1984 erschien ein Split-Album mit dem Titel Death Metal auf Noise Records, auf dem die Bands Hellhammer, Running Wild, Helloween und Dark Avenger mit je zwei Titeln vertreten sind, und einem blutigen Plattencover, was für viele Death-Metal-Bands typisch ist. Aufgrund der professionellen Vermarktung durch ein Label wurde der Begriff einem breiteren Publikum bekannt.
Auch Quorthon von Bathory nahm für sich in Anspruch, der Begriff gehe auf ihn zurück; er habe ihn im ersten Bathory-Interview verwandt, das Debütalbum Bathory sei als erstes Death-Metal-Album angesehen worden. 1987 jedoch äußerte er, er sähe Bathory einfach als Metal-Band und lehne den Begriff „Death Metal“ ab. Die Bezeichnung taucht in einigen Rezensionen der frühen Alben auf.
Nur wenig später (1985) erschien ein Lied namens Death Metal auf dem Debütalbum Power from Hell der britischen Band Onslaught, in dem es unter anderem heißt: „The battlecry headforth men of steel / Death Metal has the power at will“.
Allerdings sind schon frühere Beziehungen zwischen dem Begriff Death (engl. „Tod“) und der Genre-Bezeichnung Metal erkennbar. So erschien bereits 1983 das Demo Death by Metal der Band Mantas, die sich im Jahr 1984 in Death umbenannte und das Demo unter dem neuen Bandnamen wiederveröffentlichte. Einem Interview mit der Band NunSlaughter zufolge prägte ein Journalist aus Florida im Zusammenhang mit Death diesen Begriff. Laut Stefan Glas vom Rock Hard kommen nur Death und Possessed als „Hebammen“ für die Geburt des Death Metal in Frage.
Auch Bandnamen wie die bereits erwähnten Death oder auch Dream Death dürften bei der Prägung des Begriffs eine Rolle gespielt haben. Des Weiteren wird heute davon ausgegangen, dass die ‚blutigen‘ Texte der bereits erwähnten Bands, die sich oft mit dem Thema Tod beschäftigen, ein wichtiger Einfluss für die Bezeichnung Death Metal waren.
Ein Bewusstsein für eine neue Musikrichtung stellte sich jedoch erst etwa 1985/86 ein. So wurde beispielsweise das 1985 erschienene Album Seven Churches von der Band Possessed in der Zeitschrift Rock Hard als Hardcore bezeichnet.

## Stilistische Merkmale

### Musik

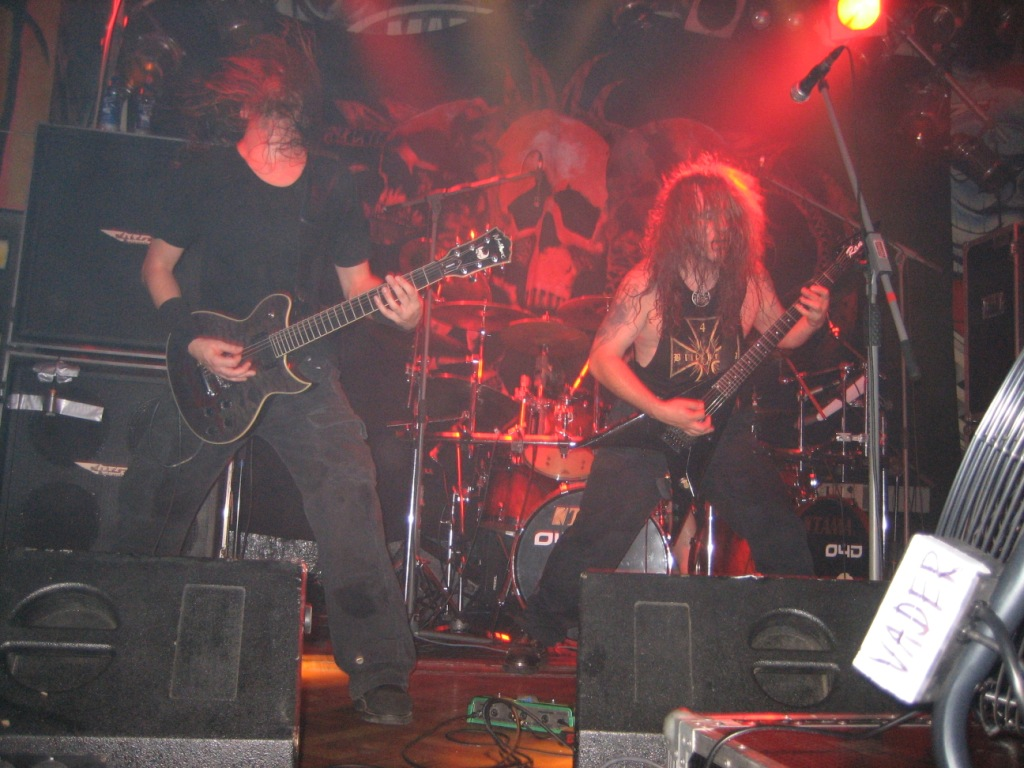
Die polnische Death-Metal-Band Vader (2006)

Der „typische“ Death Metal reicht von langsamen, walzenden Riffs (beispielsweise bei Bolt Thrower oder Hypocrisy) bis hin zu sehr schnellem „Geknüppel“ (Cannibal Corpse oder Morbid Angel). Die Gitarren sind sehr häufig um mindestens einen Ganzton, oftmals sogar zwei oder mehr, heruntergestimmt. Als ein weiteres Merkmal kann man abrupte Wechsel des Tempos oder des Rhythmus betrachten.
Im Death Metal werden extrem verzerrte, mittenreduzierte und komprimierte Klänge für Gitarre und Bass eingesetzt, wobei in diesem Genre oft auf Transistorklänge bzw. „hard clipping“ (sägender Klang durch radikales Abschneiden der Pegelspitzen im Signal) und mehrfache extreme Verzerrung gesetzt wird (wie beim Sunlight-Studio-Klang der alten Entombed/Dismember, die mit dem Boss HM-2 Distortion-Effektpedal und einem an die Grenzen aufgedrehten kleinen Peavey-Bandit-Verstärker gearbeitet haben). Im Gegensatz beispielsweise zum Thrash- oder zum Power Metal, bei dem man mehr auf die harmonischeren reinen Röhrensounds und auf Soft-Clipping, ein sanftes Dämpfen der Signalspitzen mit einem weniger sägenden und eher „singenden“ Grundklang, Wert legt, und bei dem oft Mesa Boogie Mark IV und ähnliche Röhrenverstärker zum Einsatz kommen und wo oft auch nur leicht angezerrte Bass-Sounds oder cleane, „knackige“ Bass-Klänge verwendet werden.
Death-Metal-Gitarrensound klingt so meist wesentlich rauer, deutlich prägnanter und weniger harmonisch, die einzelnen Nuancen und die Dynamik des Gitarrenspiels sind oft durch eine starke Kompression zugunsten eines druckvolleren Gesamtklanges der Gitarren weniger deutlich ausgeprägt bis nicht erkennbar. Zudem sind die Instrumente im Verhältnis zum Gesang oft relativ laut und stehen mehr im Vordergrund des Gesamtklangs als bei Thrash- und Power Metal.
Die Texte sind aufgrund des im Genre vorherrschenden gutturalen Gesangsstils („Growlen“, „Grunzen“) oft schwer verständlich. Einen klaren Gesang abwechselnd mit typischem Death-Metal-Gesang führten Bands wie Amorphis und Edge of Sanity ein. Diese auch „Clean Vocals“ genannte Neuerung kam Anfang der 1990er auf. Für dieses Stilelement sehr bekannt ist die Band Opeth aus Stockholm, die außer im Death Metal im Progressive Metal einzuordnen ist.

### Subgenres
- Brutal Death Metal ist ein Begriff zur Unterscheidung von anderen Death-Metal-Subgenres. Typische Merkmale sind tiefe, oft extrem schwer verständliche Growls, viele Blastbeats und sehr tief gestimmte Saiteninstrumente. Als Begründer dieses Genres gilt oft die aus New York stammende Band Suffocation. Viele Brutal-Death-Metal-Bands spielen technisch sehr anspruchsvollen Death Metal (neben Suffocation zum Beispiel Origin), aber das trifft nicht auf jede Band zu. Auch Devourment werden oft diesem Genre zugeordnet, da die Unterscheidung zwischen Slam Death Metal und Brutal Death Metal sehr schwerfällt.
- Deathgrind setzt sich aus Death Metal und Grindcore zusammen, wobei die Anteile an den jeweiligen Musikrichtungen von Musikgruppe zu Musikgruppe variieren. Häufig eingesetztes Stilmittel sind Blastbeats, welche mit typischem Metal-Riffing kombiniert werden. Eher selten ist das Weglassen von Blastbeats kombiniert mit Grindcore-Riffing, bei welchem Gitarrensoli meist nicht vorkommen. Bekannt für diese Kombination der Stilmittel sind z. B. die Bands Cattle Decapitation oder Brujeria. Retrospektiv gelten Bands wie Napalm Death, Impetigo und Blood neben weiteren als Initiatoren dieses Subgenres, das mit Unterarten wie dem Goregrind (frühe Carcass, Haemorrhage, Dead Infection, Last Days of Humanity), dem Porngrind (GUT, Dead) und dem Cybergrind (The Berzerker) nicht zu verwechseln ist. Letztere können als die extremsten Stilrichtungen aus der Verbindung von Death-Metal und Grindcore angesehen werden.
- Death ’n’ Roll bezeichnet Death Metal, der Einflüsse des Rock ’n’ Roll beinhaltet. Mitte der 1990er Jahre entwickelten Musikgruppen wie Entombed oder Crack Up diesen Stil, welcher jedoch schon bald wieder im Underground verschwand. Jedoch existieren noch einige Bands, die diesen Stil verfolgen, so zum Beispiel die US-amerikanischen Six Feet Under.
- Florida Death Metal zeigt deutliche Ähnlichkeiten zum Thrash Metal. Insbesondere der sogenannte Bay-Area-Thrash-Metal sowie die deutschen Bands Kreator, Destruction und Sodom, deren Stil laut Meinungen einiger Musiker bereits erste Death-Metal-Markenzeichen beinhaltete, haben zu der Entwicklung des Subgenres beigetragen. Die floridianische Szene gilt heute als Ursprung des Death Metal.
- Melodic Death Metal ist ein Subgenre, welches ursprünglich aus Skandinavien kommt und dort bis heute stark vertreten ist. Als Vorreiter gelten die Bands At the Gates, Dark Tranquillity und In Flames. In jüngerer Vergangenheit adaptierten auch einige amerikanische Musikbands diesen Stil und mischten ihn mit Hardcore. Bekannte Vertreter sind Killswitch Engage und The Black Dahlia Murder. Heute ist dieser Crossover als Metalcore bekannt.
- New York Death Metal ist ein Subgenre, das rund um den Bundesstaat New York in den USA in den frühen 1990er Jahren entwickelt wurde. Dabei vermischten die dort ansässigen Bands wie etwa Suffocation, Internal Bleeding oder Pyrexia Death Metal mit New York Hardcore.
- Old School Death Metal bezeichnet zur Abgrenzung von jüngeren ‚moderneren‘ Subgenres, den ursprünglichen Stil, der vor allem Mitte/Ende der 1980er Jahre und zu Beginn der 1990er Jahre gespielt wurde. Dabei steht Old School für Musik der „alten Schule“. Neben den originalen Gruppen dieser Zeit, zum Beispiel Master oder Morgoth, gibt es auch immer wieder jüngere Bands, die diesen Stil in Anlehnung an ihre Vorbilder heute noch spielen, beispielsweise Death Breath, Necrovation oder Vomitheist.
- Der schwedische Death Metal wird teilweise als Gegenbewegung zum Florida Death Metal oder allgemein zum sehr technischen Death Metal Nordamerikas angesehen. Im Gegensatz zu diesem ist die Musik der schwedischen Bands viel eingängiger und die Liedstrukturen leichter nachzuvollziehen. Als besonderes Markenzeichen hat sich die Produktion im Sunlight Studio herausgestellt. Die Szene gilt als Wegbereiter für den Melodic Death Metal und den Death ’n’ Roll. Lokale Zentren sind insbesondere Göteborg und Stockholm. Frühe Vertreter sind Treblinka und Morbid, aus denen u. a. Tiamat und Nihilist hervorgingen. Entwickelt wurde diese Spielweise um 1990 von Bands wie den Nihilist-Nachfolgebands Entombed, Dismember und Unleashed.
- Slam Death Metal gilt als Weiterentwicklung des New York Death Metal. Kennzeichnend ist der Einsatz von Breakdowns, verzerrtem gutturalem Gesang, sowie der Wechsel zwischen Blastbeats und Doom-Metal-Anleihen. Als Vorreiter gelten hier die aus Texas stammenden Devourment nach denen das Genre auch manchmal als Texas Death Metal bezeichnet wird. Slam Death Metal überschneidet sich stark mit dem Brutal Death Metal, da auch der Slam Death Metal eine sehr extreme Spielart des Death Metal ist.
- Technical Death Metal entstand in den frühen neunziger Jahren in den USA und wurde schon bald auch von europäischen Gruppen gespielt. Zusammengefasst unter dieser Bezeichnung sind alle Bands, die einen technisch ausgefeilten Death Metal spielen. So gibt es Bands, die durch den Progressive Rock beeinflusst wurden, wie etwa Atheist oder Dååth. Einige Gruppen wie etwa Cynic[27] oder Pavor weisen auch Parallelen zum Jazz auf. Golem, Decapitated und Spawn of Possession wiederum beziehen sich bei ihren Einflüssen auf klassische Musik und auch die deutsche Band Necrophagist verwendet neoklassizistische Elemente.
- Death Doom verbindet Doom Metal mit Deathgrunts und anderen Elementen des Death Metal. Frühe Vertreter sind Dream Death, Goatlord, Paradise Lost, Asphyx, Winter und Disembowelment.[28], weitere bekannte Vertreter Einige Bands dieses Genres wie Anathema, Tiamat, My Dying Bride und Paradise Lost waren maßgeblich für die Entwicklung des Gothic Metal, weshalb die Musik mancher Gruppen dieses Genres gerne auch als Gothic Doom bezeichnet wird.[29] Weitere Interpreten wie The 3rd and the Mortal, Ras Algethi, Elbereth und Decoryah erweiterten die Stilideen durch Elemente der Neoklassik hin zum Atmospheric Doom. Andere wie Thergothon, Skepticism, Mordor und Esoteric reduzierten das Tempo weiter, nahmen unter anderem Ideen des Ambient/Dark Ambient auf und begründeten so den Funeral Doom.[30]

### Ideologie und Lyrik
Die Anhänger dieses Stils betrachten ihn als einen Ausdruck der negativen Aspekte der Welt und sehen ihre Szene als Gegenkonzept zu einer Spaßkultur, jedoch setzt diese Richtung an einem anderen Punkt an. Ein typisches Merkmal von Death-Metal-Texten ist eine pessimistische Weltsicht in diametraler Opposition zum Motiv des „stets gewinnenden ‚Guten‘“, weshalb der Tod als der lyrische Angelpunkt dieser Musikrichtung gilt.
Besagter Nihilismus äußerte sich anfangs fast ausschließlich in Splattertexten, die im Death Metal stets erhalten blieben. Die Verwendung solcher Lyrik in Verbindung mit entsprechender Visualisierung auf Plattencovern wird außerhalb der Metal-Szene oft als gewaltverherrlichend und abstoßend angesehen. Das hatte zur Folge, dass einige Alben von Death-Metal-Bands wie Cannibal Corpse in Deutschland und anderen Ländern indiziert wurden oder nicht mehr legal verkauft werden dürfen. Auf der anderen Seite trägt es zum Kult von Death-Metal-Bands bei.
Gelegentlich kommt satanistische beziehungsweise antichristliche Symbolik im Death Metal vor. Das ist Ausdruck von Abneigung gegenüber einer vermeintlich guten Welt oder christlichen Gesellschaft zu verstehen. Jedoch sind solche Tendenzen eher im Black Metal anzufinden, während das Böse im Death Metal durch Leiden verursachende Aktivitäten wie Mord, Vergewaltigung, Folter, Verstümmelung und Kannibalismus charakterisiert ist. Dennoch verstehen einige Musiker Satanismus als Bestandteil des Death Metal: Deicide-Sänger und -Bassist Glen Benton „proklamierte, dass Death Metal und Satanismus Hand in Hand zu gehen hätte.“ Darkthrone-Schlagzeuger Fenriz äußerte, dass Death Metal „nichts mit Kritik an sozialen Missständen oder Splatter-Lyrics zu tun“ habe, sondern für ihn „Okkultismus, Esoterik und düstere Geschichten“ bedeute. Michayah Belfagor (Nefandus, Ofermod) sieht Death Metal und Black Metal als identisch und über den Satanismus definiert an.
Vereinzelt existieren christliche Death-Metal-Bands wie beispielsweise Mortification. In den brutalen Texten werden außerdem auch immer wieder politische und sozialkritische Themen angesprochen. Besonders von Seiten der radikalen Black-Metal-Szene wurden und werden diese Bands abwertend als „Life Metal“ oder auch „Treibhauseffekt-Death Metal“ bezeichnet.
Mit der Entwicklung der Szene wandelten sich die Texte. Die Thematik wurde mit differenzierten Mitteln angegangen. Dabei trat eine gewisse Ähnlichkeit zum Vanitasgedanken wie im Barock immer mehr zum Vorschein. So lassen sich beispielsweise Parallelen zwischen den Thränen des Vaterlandes von Andreas Gryphius und Epitaph for Humanity von Vader finden. Bands wie Death, Cynic, Pestilence oder Gorefest griffen philosophische und politische Themen auf; laut Mystery Flame vom Webzine Avant-garde Metal war es vor Cynic „unvorstellbar, Spiritualität mit Death Metal zu verbinden“. Auch surrealistische Texte wurden z. B. von Darkthrone auf ihrer ersten LP Soulside Journey aufgegriffen.

## Galerie
Death-Metal-Fans in der Diskothek Fantasy, 1994

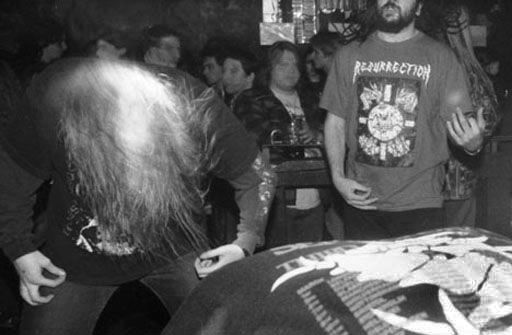
Resurrection
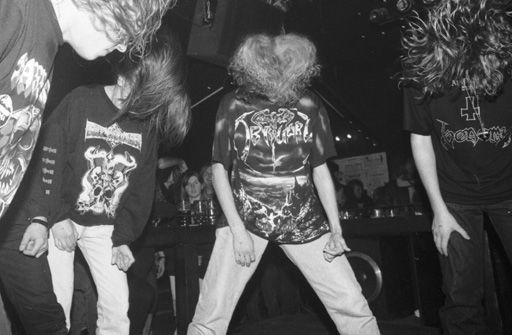
Obituary
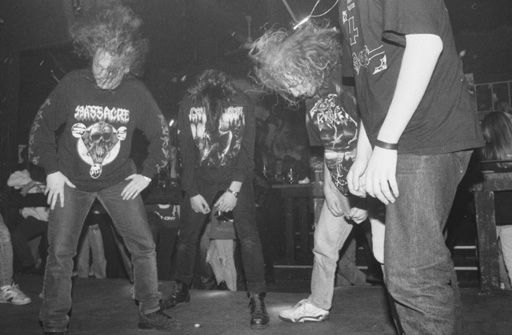
Massacre
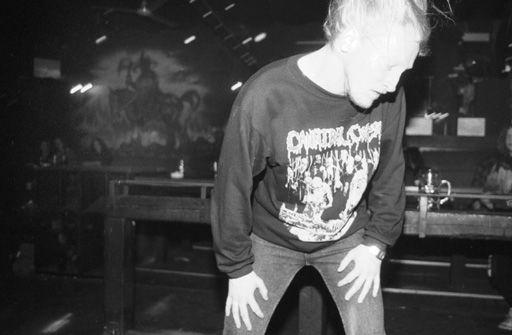
Cannibal Corpse

### Deutsch
- Albert Mudrian, Mike Borrink: Choosing Death: Die unglaubliche Geschichte von Death Metal & Grindcore (Vorwort von John Peel). I.P. Verlag Jeske/Mader, Berlin 2006, ISBN 3-931624-35-8
- Philip Akoto: Menschenverachtende Untergrundmusik? Todesfaszination zwischen Entertainment und Rebellion am Beispiel von Gothic-, Metal- und Industrialmusik. Telos, 2006, ISBN 3-933060-21-4
- Joel Mciver: Extreme Metal – Das Lexikon der neuen Metal-Szene. Grosser & Stein, Pforzheim 2007, ISBN 978-3-86735-292-5
- Miss Weisung: Death on Arrival: Death Metal / Grindcore. In: testcard #1: Pop und Destruktion. 4. Auflage. Ventil Verlag, Mainz 2004, ISBN 3-931555-00-3

### Englisch
- Daniel Ekeroth: Swedish Death Metal. Bazillion Points, 2008, ISBN 978-0-9796163-1-0
- Garry Sharpe-Young: Death Metal. Zonda Books, 2008, ISBN 978-0-9582684-4-8
- Natalie J. Purcell: Death Metal Music: The Passion and Politics of a Subculture. McFarland & Company, 2003, ISBN 0-7864-1585-1
- Keith Kahn-Harris: Extreme Metal: Music and Culture on the Edge. Berg Publishers, Oxford 2006, ISBN 1-84520-399-2
- Jason Forster: Commodified Evil’s Wayward Children: Black Metal and Death Metal as Purveyors of an Alternative Form of Modern Escapism. VDM Verlag, Saarbrücken 2008, ISBN 978-3-639-01060-2
- Jason Netherton: Extremity Retained: Notes from the Death Metal Underground. Handshake, Inc, 2014, ISBN 978-1631734748.